# Aeroportul Internațional Viracopos
Aeroportul Internațional Viracopos (IATA: VCP, ICAO: SBKP) este un aeroport din Campinas, São Paulo, Brazilia ce deservește zona Campinas. Aeroportul a fost tranzitat în 2022 de 11.917.144 de pasageri. A fost deschis în 19 octombrie 1960.
Situat la o altitudine de 661 m, aeroportul dispune de 1 pistă. Este operat de Infraero⁠(d).

## Infrastructură

### Piste
Aeroportul dispune de o singură pistă. Pista 14/32 are suprafața de asfalt și dimensiunile 3.240 m × 45 m. 